# TX Волка
TX Волка (лат. TX Lupi) — одиночная переменная звезда в созвездии Волка на расстоянии (вычисленном из значения параллакса) приблизительно 28460 световых лет (около 8726 парсеков) от Солнца. Видимая звёздная величина звезды — от +14,7m до +13,1m.

## Характеристики
TX Волка — жёлтая пульсирующая переменная звезда типа RR Лиры (RR) спектрального класса G. Эффективная температура — около 5786 K.